# Edward Bootle-Wilbraham (1er baron Skelmersdale)
Pour les articles homonymes, voir Bootle (homonymie) et Wilbraham.
Edward Bootle-Wilbraham, 1er baron Skelmersdale (7 mars 1771 - 3 avril 1853), est un propriétaire britannique et un homme politique.

## Biographie
Il est le fils de Richard Wilbraham-Bootle et de son épouse Mary, fille de Robert Bootle. Il hérite de Lathom House à la mort de son père en 1796 et change son nom par licence royale en 1814 en Bootle-Wilbraham.
Il est élu à la Chambre des communes pour Westbury en 1795 siège qu'il occupe jusqu'en 1796, puis représente Newcastle sous Lyme de 1796 à 1812, Clitheroe de 1812 à 1818 et Dover de 1818 à 1828. Le 30 janvier 1828 il est élevé à la pairie en tant que baron Skelmersdale, de Skelmersdale dans le Lancashire.
Il épouse Mary Elizabeth, fille du révérend Edward Taylor, en 1796. Elle meurt en 1840. Skelmersdale lui survit treize ans et meurt en avril 1853, à l'âge de 82 ans. Ils ont plusieurs enfants, dont: Richard Bootle-Wilbraham (1801-1844), Edward Bootle-Wilbraham (1807-1882) et Emma Caroline Smith-Stanley, comtesse de Derby.
Il est remplacé dans la baronnie par son petit-fils Edward Bootle-Wilbraham (1er comte de Lathom), son fils aîné Richard Bootle-Wilbraham l'ayant précédé dans la tombe.